# Nekrolog 1621
Nekrolog
◄◄
| ◄
| 1617
| 1618
| 1619
| 1620
| 1621 | 1622 | 1623 | 1624 | 1625 | ► | ►►
Weitere Ereignisse | Allgemeiner Nekrolog 1621
Die Beschreibung der verstorbenen Person sollte so kurz wie möglich gehalten sein und nur deren signifikante Tätigkeit(en) enthalten.
Neue Namen ggf. auch unter dem Geburts- und Sterbedatum, also etwa unter 1. Januar und im Geburts- und Sterbejahr (2024) eintragen (nur bei entsprechender großer Wichtigkeit). Für Beispiele siehe die schon vorhandenen Artikel.
Außerdem über die fünf zuletzt Verstorbenen, zu denen es einen ausreichend guten Artikel für eine Präsentation auf der Hauptseite gibt, nach der todesbedingten Überarbeitung der Artikel ggf. auch unter Wikipedia Diskussion:Hauptseite informieren und sie am besten auch in den anderen Wikipedia-Sprachversionen eintragen. Tipp: Regelmäßig bei news.google.de nach „ist tot“, „gestorben“ oder „verstorben“ suchen.
Wenn eine Person gestorben ist, gibt es viele Seiten zu dieser Person in der Wikipedia, die davon auch betroffen sind und entsprechend aktualisiert werden müssen. Beispiele: Namenübersichtsseite, Geburtsjahr, Geburtsort-Seiten und viele mehr.
Wie finde ich die betroffenen Seiten?
Im Suchfeld auf der linken Seite gibt man den Suchbegriff so ein: „Vorname Nachname“. Dann klickt man auf Volltext und alle Seiten mit entsprechendem Suchtext werden aufgerufen. Hier sieht man dann schnell, wo auch das Todesjahr Sinn macht oder sogar ein Teil des Artikels angepasst werden muss. Auch hilft das „Werkzeug“ auf der linken Seite sehr gut, um solche Seiten aufzufinden: „Links auf diese Seite“. Somit ist die Wikipedia wieder aktuell in allen Bereichen! Hinweis: bei Eintragung der Kategorie „Gestorben JAHR“ wird der Missbrauchsfilter 49 ausgelöst, was jedoch nicht schlimm ist. Siehe: Spezial:Missbrauchsfilter/49
Dies ist eine Liste von im Jahr 1621 verstorbenen bekannten Persönlichkeiten. Die Einträge erfolgen innerhalb der einzelnen Daten alphabetisch sortiert. Tiere sind im Nekrolog für Tiere zu finden.

## Januar
| Tag        | Name            | Beruf, bekannt als                                         | Alter | Beleg |
| ---------- | --------------- | ---------------------------------------------------------- | ----- | ----- |
| 7. Januar  | Mattheus Kossen | deutscher Kaufmann und Bürgermeister der Hansestadt Lübeck |       |       |
| 25. Januar | François Pithou | französischer Anwalt und Schriftsteller                    | 77    |       |
| 28. Januar | Paul V.         | Papst (1605–1621)                                          | 68    |       |
| 30. Januar | Francis Taylor  | irischer Seliger und Märtyrer                              |       |       |

## Februar
| Tag         | Name                          | Beruf, bekannt als                                                                 | Alter | Beleg |
| ----------- | ----------------------------- | ---------------------------------------------------------------------------------- | ----- | ----- |
| 2. Februar  | Sebastiano Folli              | italienischer Maler                                                                |       |       |
| 10. Februar | Pietro Aldobrandini           | Kardinal der römisch-katholischen Kirche                                           | 49    |       |
| 12. Februar | Carl Magnus von Schellendorff | Standesherr                                                                        | 59    |       |
| 15. Februar | Michael Praetorius            | deutscher Komponist und Musikschriftsteller                                        | 50    |       |
| 20. Februar | Giacomo Sannesio              | italienischer Geistlicher, Bischof von Orvieto und Kardinal der Römischen Kirche   |       |       |
| 21. Februar | Hans Ulrich Krafft            | deutscher Kaufmann                                                                 | 70    |       |
| 25. Februar | Pompejus Planta               | Bündner Adliger, Führer der spanisch-österreichischen Partei in den Bündner Wirren |       |       |
| 28. Februar | Cosimo II. de’ Medici         | Großherzog von Toskana                                                             | 30    |       |

## März
| Tag      | Name                         | Beruf, bekannt als                                                                 | Alter | Beleg |
| -------- | ---------------------------- | ---------------------------------------------------------------------------------- | ----- | ----- |
| 3. März  | Rudolf Goclenius der Jüngere | deutscher Arzt und Physiker                                                        | 48    |       |
| 4. März  | Martin Benckendorf           | deutscher Jurist und Hochschullehrer                                               | 75    |       |
| 7. März  | Ottilia von Fürstenberg      | Priorin des Klosters Oelinghausen sowie Äbtissin des weltlichen Damenstifts Heerse | 72    |       |
| 8. März  | Enevold Kruse                | dänischer Adliger und norwegischer Reichsstatthalter                               | 66    |       |
| 27. März | Benedetto Giustiniani        | italienischer Kardinal der Römischen Kirche                                        | 66    |       |
| 28. März | Ottavio Rinuccini            | italienischer Dichter und Librettist                                               | 59    |       |
| 31. März | Philipp III.                 | König von Spanien, Neapel und Sizilien, als Philipp II. König von Portugal         | 42    |       |

## April
| Tag       | Name                                | Beruf, bekannt als                                        | Alter | Beleg |
| --------- | ----------------------------------- | --------------------------------------------------------- | ----- | ----- |
| 2. April  | Cristofano Allori                   | italienischer Maler                                       | 43    |       |
| 6. April  | Maria Christina von Österreich      | Fürstin von Siebenbürgen                                  | 46    |       |
| 6. April  | Edward Seymour, 1. Earl of Hertford | englischer Adliger                                        | 81    |       |
| 11. April | Matthias von Oppen                  | deutscher Kirchenpolitiker und wirtschaftlicher Reformer  |       |       |
| 21. April | Heinrich Abermann                   | Historiker, Rektor der Universität Wien                   | 37    |       |
| 21. April | Thomas Sagittarius                  | deutscher Philologe, philosophischer Logiker und Pädagoge | 44    |       |

## Mai
| Tag     | Name                  | Beruf, bekannt als                                                                                            | Alter | Beleg |
| ------- | --------------------- | --- | ----- | ----- |
| 11. Mai | Johann Arndt          | deutscher lutherischer Theologe                                                                               | 65    |       |
| 15. Mai | Hendrick de Keyser    | niederländischer Architekt und Bildhauer, Stadtbaumeister von Amsterdam und Vertreter des Goldenen Zeitalters | 56    |       |
| 23. Mai | Bartholomäus Agricola | Ordensgeistlicher und Komponist                                                                               |       |       |
| 24. Mai | Cyprian von Concin    | österreichischer Adliger und Gutbesitzer, kaiserlicher Oberst und wirklicher Hofkriegsrat                     |       |       |

## Juni
| Tag      | Name                                        | Beruf, bekannt als                                                                                                 | Alter | Beleg |
| -------- | ------------------------------------------- | --- | ----- | ----- |
| 2. Juni  | Eilhard Lubin                               | deutscher Theologe, Mathematiker, Geograph                                                                         | 56    |       |
| 4. Juni  | Fabian I. von Dohna                         | deutscher Söldnerführer und Diplomat                                                                               | 71    |       |
| 7. Juni  | Martin Fruwein                              | Prager Bürgerlicher, Teilnehmer am böhmischen Ständeaufstand (1618)                                                |       |       |
| 7. Juni  | Andreas von Knichen                         | deutscher Rechtswissenschaftler und Politiker                                                                      | 61    |       |
| 8. Juni  | Anne de Xainctonge                          | Ordensfrau, Gründerin der Ursulinen von Dole                                                                       | 53    |       |
| 21. Juni | Friedrich von Bila                          | kaiserlicher Rat im Königreich Böhmen und Landesdirektor sowie Besitzer der Herrschaften Schochau und Chottomirsch |       |       |
| 21. Juni | Václav Budovec z Budova                     | böhmischer Reformator, Diplomat und Schriftsteller                                                                 | 69    |       |
| 21. Juni | Kaspar Cappleri de Sulewicz                 | tschechischer Adeliger                                                                                             |       |       |
| 21. Juni | Diwisch Czernin von Chudenitz               | böhmischer Adeliger                                                                                                |       |       |
| 21. Juni | Christoph Harant von Polschitz und Weseritz | tschechischer Adeliger, Diplomat Komponist, Schriftsteller, Reisender, Humanist                                    |       |       |
| 21. Juni | Jan Jessenius                               | Mediziner, Politiker und Philosoph                                                                                 | 54    |       |
| 21. Juni | Louis III. de Lorraine-Guise                | Kardinal und Erzbischof von Reims                                                                                  | 46    |       |
| 21. Juni | Joachim Andreas von Schlick                 | Führer der protestantischen Stände in Böhmen                                                                       | 51    |       |
| 26. Juni | Daniel Bucretius                            | Leibarzt | 58    |       |
| 28. Juni | Heinrich von Randow                         | Richter und Vogt des Domkapitels zu Magdeburg                                                                      | 59    |       |

## Juli
| Tag      | Name                             | Beruf, bekannt als | Alter | Beleg |
| -------- | -------------------------------- | --- | ----- | ----- |
| 2. Juli  | Thomas Harriot                   | englischer Mathematiker, Naturphilosoph und Astronom                                                                            |       |       |
| 4. Juli  | Simon Rudnicki                   | Bischof von Ermland | 68    |       |
| 7. Juli  | Achyuta Pisharati                | indischer Gelehrter und Mathematiker                                                                                            |       |       |
| 10. Juli | Charles Bonaventure de Longueval | französischer Feldherr | 50    |       |
| 15. Juli | Albrecht VII. von Habsburg       | Erzherzog von Österreich und Regent der spanischen Niederlande                                                                  | 61    |       |
| 19. Juli | Francesco Soriano                | italienischer Komponist der Spätrenaissance                                                                                     |       |       |
| 29. Juli | Heinrich Menne                   | deutscher evangelisch-lutherischer Geistlicher, Hauptpastor der Lübecker Aegidienkirche und Senior des Geistlichen Ministeriums |       |       |
| 30. Juli | Paul Sixt III. von Trautson      | österreichischer Staatsmann |       |       |

## August
| Tag        | Name                        | Beruf, bekannt als | Alter | Beleg |
| ---------- | --------------------------- | --- | ----- | ----- |
| 3. August  | Anna Caterina Gonzaga       | Gemahlin von Erzherzog Ferdinand II. von Österreich, des Landesfürsten von Tirol                                                                     | 55    |       |
| 7. August  | Jobst von Limburg-Styrum    | niederländischer Adliger | 61    |       |
| 13. August | Jan Berchmans               | Jesuit, Heiliger | 22    |       |
| 14. August | Johannes Gailkircher        | Rechtswissenschaftler, Hochschullehrer in Ingolstadt, Verwaltungsjurist im Erzherzogtum Österreich, der Reichsstadt Augsburg und im Herzogtum Bayern |       |       |
| 15. August | John Barclay                | schottischer Dichter und Satiriker | 39    |       |
| 20. August | Rudolf                      | Fürst von Anhalt-Zerbst | 44    |       |
| 24. August | Johann Friedrich Matenesius | Geistlicher, Historiker und Hochschullehrer |       |       |
| 31. August | Guillaume du Vair           | französischer Essayist und Staatsmann | 65    |       |

## September
| Tag           | Name                                  | Beruf, bekannt als                                                                 | Alter | Beleg |
| ------------- | ------------------------------------- | ---------------------------------------------------------------------------------- | ----- | ----- |
| 3. September  | Augustin Rhaw                         | deutscher Rechtswissenschaftler und pommerscher Politiker                          |       |       |
| 17. September | Robert Bellarmin                      | italienischer Gelehrter, Theologe und Jesuit, Heiliger                             | 78    |       |
| 20. September | Henri de Lorraine, duc de Mayenne     | französischer Adeliger und Militär                                                 | 42    |       |
| 21. September | Caspar von Widemarkter                | französischer Offizier und Gesandter                                               | 55    |       |
| 24. September | Jan Karol Chodkiewicz                 | polnischer Feldherr                                                                |       |       |
| 25. September | Mary Sidney                           | englische Schriftstellerin und Mittelpunkt eines literarischen Zirkels             | 59    |       |
| September     | Heinrich Nikolaus Faust von Stromberg | rheinischer Adeliger und Komtur des Johanniter-Ordens, des heutigen Malteserordens |       |       |

## Oktober
| Tag         | Name                       | Beruf, bekannt als                                                   | Alter | Beleg |
| ----------- | -------------------------- | -------------------------------------------------------------------- | ----- | ----- |
| 7. Oktober  | Antoine de Montchrétien    | französischer Wirtschaftswissenschaftler                             |       |       |
| 16. Oktober | Jan Pieterszoon Sweelinck  | niederländischer Organist und Komponist                              | 59    |       |
| 17. Oktober | Daniel Chamier             | reformierter Theologe                                                |       |       |
| 18. Oktober | Bartolomeo Cesi (Kardinal) | italienischer Geistlicher, Bischof und Kardinal der Römischen Kirche |       |       |

## November
| Tag          | Name           | Beruf, bekannt als                              | Alter | Beleg |
| ------------ | -------------- | ----------------------------------------------- | ----- | ----- |
| 10. November | Henning Große  | Buchhändler und Verleger                        | 68    |       |
| 12. November | Johannes Bock  | niedersorbischer Dichter, Diplomat und Pädagoge | 51    |       |
| 30. November | Francesco Rasi | italienischer Sänger, Komponist und Dichter     | 47    |       |

## Dezember
| Tag          | Name                            | Beruf, bekannt als                      | Alter | Beleg |
| ------------ | ------------------------------- | --------------------------------------- | ----- | ----- |
| 13. Dezember | Katharina Stenbock              | schwedische Königin                     | 86    |       |
| 14. Dezember | Jacob Fransz de Witt            | Dordrechter Patrizier und Bürgermeister | 73    |       |
| 15. Dezember | Charles d’Albert, duc de Luynes | Günstling und Berater Ludwigs XIII.     | 43    |       |
| 17. Dezember | Cornelius Martini               | Theologe und Vertreter der Reformation  |       |       |
| 000Dezember  | Hermann Schilling               | deutscher Jurist                        | 70    |       |

## Datum unbekannt
| Tag | Name                                 | Beruf, bekannt als                                                  | Alter | Beleg |
| --- | ------------------------------------ | ------------------------------------------------------------------- | ----- | ----- |
|     | Samuel von Behr                      | mecklenburgischer Politiker                                         |       |       |
|     | Jacob Boelens                        | holländischer Diplomat und Politiker, Bürgermeister von Amsterdam   |       |       |
|     | Ambrosius Bosschaert                 | flämischer Blumenmaler                                              |       |       |
|     | John Carver                          | englischer Pilger auf der Mayflower, erster Gouverneur von Plymouth |       |       |
|     | Charles II. de Cossé, duc de Brissac | französischer General und Marschall von Frankreich                  |       |       |
|     | Geverhart Elmenhorst                 | Theologe, Kirchenlieddichter und Verfasser von Opernlibretti        |       |       |
|     | Georg Hänlin                         | katholischer Theologe, Persönlichkeit der Gegenreformation          |       |       |
|     | Dirk Hartog                          | niederländischer Seefahrer und Entdecker                            |       |       |
|     | Ludwig Hollonius                     | deutscher evangelisch-lutherischer Geistlicher und Dramatiker       |       |       |
|     | Edmund Hooper                        | englischer Organist und Komponist                                   |       |       |
|     | Jakob Lehmann                        | Dresdner Bürgermeister                                              |       |       |
|     | Hans Hermann Ochsenbach              | Burgvogt zu Tübingen                                                |       |       |
|     | Georg Österreicher                   | deutscher Lehrer und Kantor                                         |       |       |
|     | François Pyrard                      | französischer Seefahrer                                             |       |       |
|     | Giovanni Battista Riccio             | italienischer Komponist des Frühbarock                              |       |       |
|     | Nicolaus Santmann                    | deutscher Mediziner und Stadtphysicus von Hamburg                   |       |       |
|     | Paulus Stein                         | deutscher Goldschmied                                               |       |       |